# بیدمشک (قائنات)
بیدمشک روستایی در دهستان قائن بخش مرکزی شهرستان قائنات استان خراسان جنوبی ایران است. بر پایه سرشماری تخمینی مرکز آمار ایران در سال ۱۴۰۲ جمعیت این روستا ۲۴۴ نفر (در ۶۷ خانوار) بوده‌است. بر مبنای آخرین داده های سیستم اطلاعات جغرافیایی بیشترین درازای روستای بیدمشک ۷۹۰ متر بوده است.
این روستا در مسیر 95 به سمت بیرجند قرار دارد.